# Ždrelo
Ždrelo (izvirno srbsko Ждрело) je naselje v Srbiji, ki upravno spada pod Občino Petrovac na Mlavi; slednja pa je del Braničevskega upravnega okraja.

## Demografija
V naselju, katerega izvirno (srbsko-cirilično) ime je Ждрело, živi 634 polnoletnih prebivalcev, pri čemer je njihova povprečna starost 47,7 let (46,4 pri moških in 48,7 pri ženskah). Naselje ima 249 gospodinjstev, pri čemer je povprečno število članov na gospodinjstvo 3,01.
To naselje je, glede na rezultate popisa iz leta 2002, večinoma srbsko.
|  |

| Demografija | Demografija     | Demografija     |
| Leto        | Št. prebivalcev | Št. prebivalcev |
| ----------- | --------------- | --------------- |
|             |                 |                 |
|             |                 |                 |
|             |                 |                 |
|             |                 |                 |
| 1948        | 1502            |                 |
| 1953        | 1529            |                 |
| 1961        | 1457            |                 |
| 1971        | 1416            |                 |
| 1981        | 1359            |                 |
| 1991        | 1262            | 1035            |
| 2002        | 1220            | 756             |
|             |                 |                 |

| Etnična sestava po popisu iz leta 2002 | Etnična sestava po popisu iz leta 2002 | Etnična sestava po popisu iz leta 2002 | Etnična sestava po popisu iz leta 2002 | Etnična sestava po popisu iz leta 2002 |
| -------------------------------------- | -------------------------------------- | -------------------------------------- | -------------------------------------- | -------------------------------------- |
| Srbi                                   | Srbi                                   |                                        | 625                                    | 82,67%                                 |
| Vlahi                                  | Vlahi                                  |                                        | 83                                     | 10,97%                                 |
| Romuni                                 | Romuni                                 |                                        | 10                                     | 1,32%                                  |
| Slovenci                               | Slovenci                               |                                        | 1                                      | 0,13%                                  |
| Jugoslovani                            | Jugoslovani                            |                                        | 1                                      | 0,13%                                  |
| Neznano                                | Neznano                                |                                        | 9                                      | 1,19%                                  |